# Сержиу (карбонадо)

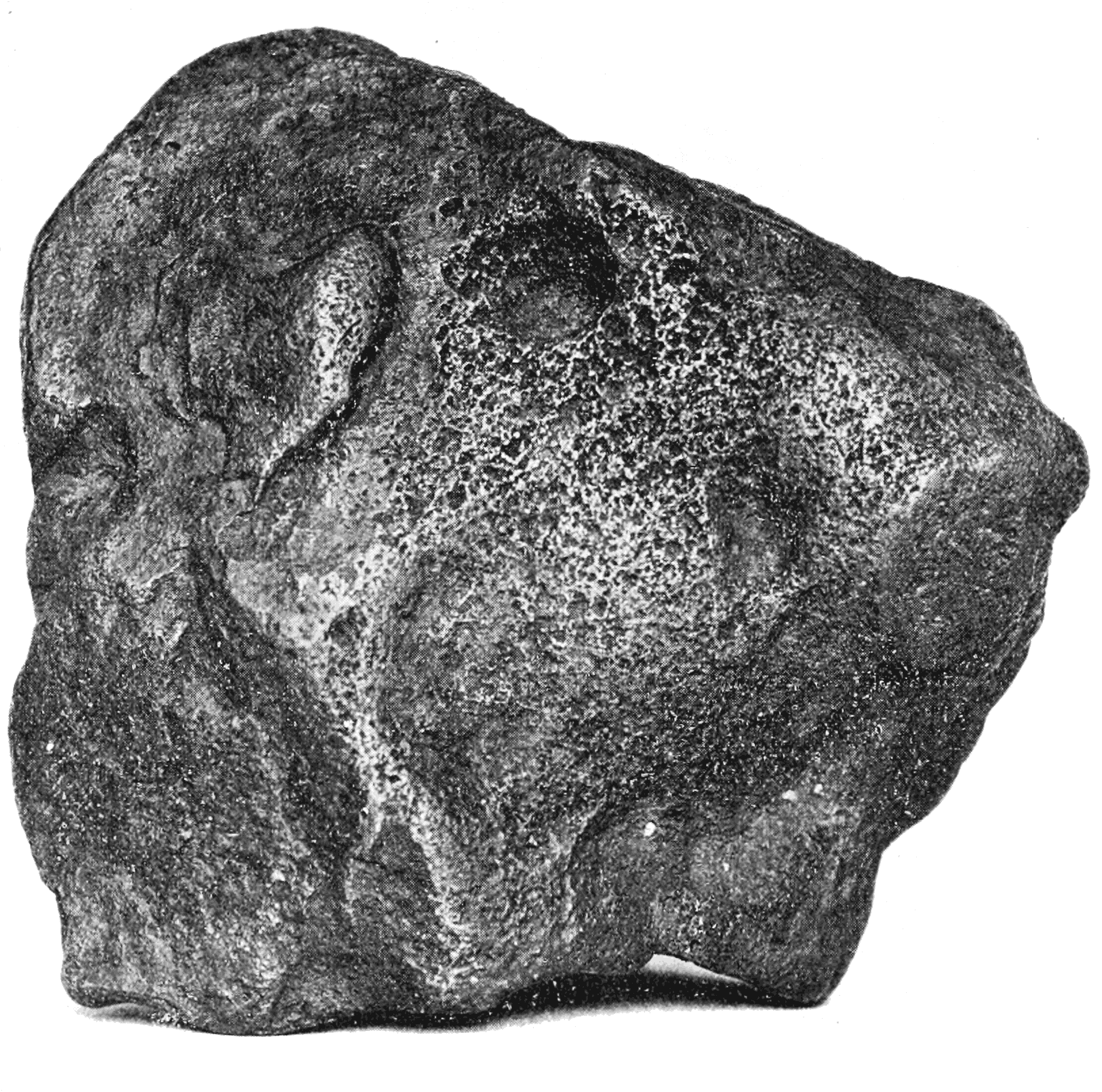
Карбонадо «Сержиу»

Се́ржиу, Се́ржио (порт. Carbonado do Sérgio) — крупнейший в мире обнаруженный алмаз массой до 3167,5 карат (633,5 г), относящийся к неювелирному типу непрозрачных чёрных пористых алмазов карбонадо. Найден в Ленсойсе штата Баия Бразилии в 1895 году старателем (гаримпейро) Сержиу Борхесом де Карвалью (порт. Sérgio Borges de Carvalho), именем которого был назван. В первоначальном виде до наших дней не сохранился.
В сентябрьском выпуске 1895 года журнала Института географии и истории Баии первоначальная масса карбонадо при взвешивании в Ленсойсе указана в 3167,5 карат (633,5 г), а последующая — в 3132,5 карат (626,5 г), что в максимуме превосходит найденный в 1905 году в Южной Африке самый крупный исторический алмаз ювелирного качества «Куллинан» массой 3106,75 карат (621,35 г) почти на 61 карат (12 г).
Сержиу Борхес де Карвалью, «бедный и обременённый семьянин лет 50», продал камень торговцу, капитану Жозе Безерра Серкейра (порт. José Bezerra de Cerqueira) за 121 конто де рейс. Первоначальная стоимость покупки карбонадо составила 16 000 $, затем камень перепродали за 25 000 $ компании Joalheria Kahn and Co. из Баии, отправившей его Г. Кану в Париж. Правительство Бразилии хотело купить камень для музея в Рио-де-Жанейро, но Кан продал его И. К. Гулланду из Лондона в сентябре 1895 года за 6400 £ (31 145 $). Сержиу был разбит на мелкие части по 3-6 карат, проданные за 40 000 $ и применённые в промышленных алмазных свёрлах для бурения на хребте Месаби — месторождении железа в Миннесоте.